# Edgiva de Kent
Edgiva de Kent (também Edgiva ou Ediva) (em ou antes de 903 - em ou após 966) foi a terceira esposa de Eduardo, o Velho, rei de Wessex.

## Biografia
Edgiva era a filha de Sigehelm, ealdormano de Kent, que morreu na batalha do Holme em 902.  Casou-se com Eduardo por volta de 919 e tornou-se mãe de dois filhos, Edmundo I da Inglaterra , depois rei Edmundo I, e Edredo da Inglaterra , depois rei Edredo e duas filhas, Santa Edburga de Winchester e Edgiva.  Ela sobreviveu a Eduardo por muitos anos, morrendo no reinado de seu neto Edgar .
De acordo com uma narrativa escrita no início dos anos 960, o seu pai tinha dado Cooling em Kent a um homem chamado Goda como garantia de um empréstimo.  Ela alegou que seu pai havia reembolsado o empréstimo e deixou a terra para ela, mas Goda negou receber o pagamento e se recusou a entregar a terra.  Ela se apossou de Cooling seis anos após a morte de seu pai, quando seus amigos persuadiram o Rei Eduardo a ameaçar expropriar Goda de sua propriedade, a menos que ele desistisse da propriedade.  Mais tarde, Eduardo declarou que as terras de Goda haviam sido perdidas e deu as cartas a Edgiva, mas ela devolveu a maioria das propriedades para Goda, embora tenha mantido as cartas.  Algum tempo depois disso, seu casamento com Eduardo aconteceu.  Após a sua morte, o rei Etelstano exigiu que Edgiva devolvesse as cartas a Goda, talvez porque o rei estivesse em péssimas relações com sua madrasta.
Ela desapareceu da corte durante o reinado de seu enteado, o rei Etelstano, mas ela foi proeminente e influente durante o reinado de seus dois filhos.  Como rainha viúva, sua posição parece ter sido maior do que a de sua nora; Numa carta de Kent datada entre 942 e 944, sua nora Elgiva de Shaftesbury subscreve-se como concubina do rei ( concubina regis ), com um lugar atribuído a ela entre os bispos e ealdormanos. Em comparação, Edgiva se inscreve no topo da lista de testemunhas como mater regis , depois de seus filhos Edmundo e Edredo, mas diante dos arcebispos e bispos .
Após a morte de seu filho mais novo, Edredo, em 955, ela foi privada de suas terras por seu neto mais velho, o rei Eduíno, talvez por ter estado ao lado de seu irmão mais novo, Edgar, na luta entre eles.  Quando Edgar teve sucesso na morte de Eduino em 959, ela recuperou algumas terras e recebeu generosos presentes de seu neto, mas nunca retornou à sua posição de destaque na corte.  Ela é registrada pela última vez como testemunha de uma carta em 966.
Ela era conhecida como uma defensora de santos clérigos e uma benfeitora de igrejas.